# 郑王之争
郑王之争是指郑玄的支持者和王肃支持者之間的學術之爭。
東漢時期郑玄的《论语注》兴起后，曹魏時期的王肃也寫了本《论语注》。王肃的《论语注》强调道德修养和礼的教化作用。王肃還反对郑玄的經學學術觀點。於是兩派開始互相攻擊。曹魏的曹氏支持郑学地位。曹髦曾亲临太学，与博士们辩论经书。他依据郑学释经方法，有意驳难王学的一些说法。王肃是司馬昭的岳父，司马氏則支持王学地位，司马氏徹底擊敗曹氏後，王学被纳入了主流意识形态，王肃的《论语注》便也被立于学官，成为官方认可的论语注本。